# NGC 6056
NGC 6056是一個距離約5.25億光年的棒透鏡星系，位置在星座武仙座。這個星系是天文學家路易斯·斯威夫特於1886年6月8日發現，後來被列為IC 1176。NGC 6056 是武仙座星系團的成員。

## 外部連結
- WikiSky上关于NGC 6056的内容：DSS2, SDSS, GALEX, IRAS, 氢α, X射线, 天文照片, 天图, 文章和图片